# Ихэтуаньское восстание
Ихэтуа́ньское восста́ние или Боксёрское восстание (кит. трад. 義和團運動, упр. 义和团运动, пиньинь Yìhétuán yùndòng, палл. Ихэтуань юньдун) — антиевропейское, антиимпериалистическое и антихристианское восстание ихэтуаней (буквально — «отряды гармонии и справедливости») в Северном Китае с 1899 по 1901 годы.
Сначала власти Цинской империи были против повстанцев, затем поддержали их, но в конце концов императрица Цыси перешла на сторону Альянса восьми держав, подавившего восстание. В результате Китай попал в ещё бо́льшую зависимость от иностранных государств, что сказалось на его политическом и экономическом развитии в первой половине XX века.
Участие русских войск в подавлении восстания в дореволюционной России получило название Китайский поход, или Китайская война.

## Предпосылки восстания
С начала XIX века в Китай начали проникать западноевропейские государства, прежде всего Великобритания, стремившиеся установить контроль над китайскими рынками. Цинская империя не могла противостоять технологически превосходящим её державам, в результате чего потерпела ряд дипломатических и военных поражений и к концу XIX века фактически находилась в положении полуколонии.
Защититься от европейского проникновения Китаю не помогли ни традиционная закрытость общества, ни «политика самоусиления», которая проводилась по аналогии с реформами императора Мэйдзи в Японии.
Раздел Китая начался с поражения империи в Первой опиумной войне, по итогам которой китайскому правительству был навязан первый неравноправный договор. С середины XIX и до начала XX века Китай подписал около 13 неравноправных договоров с Японией, США и странами Европы. В результате государство потеряло многие морские порты, оказалось изолированным во внешней политике, в страну хлынул поток миссионеров, которые не всегда относились с должным уважением к местной культуре и религиозным традициям.

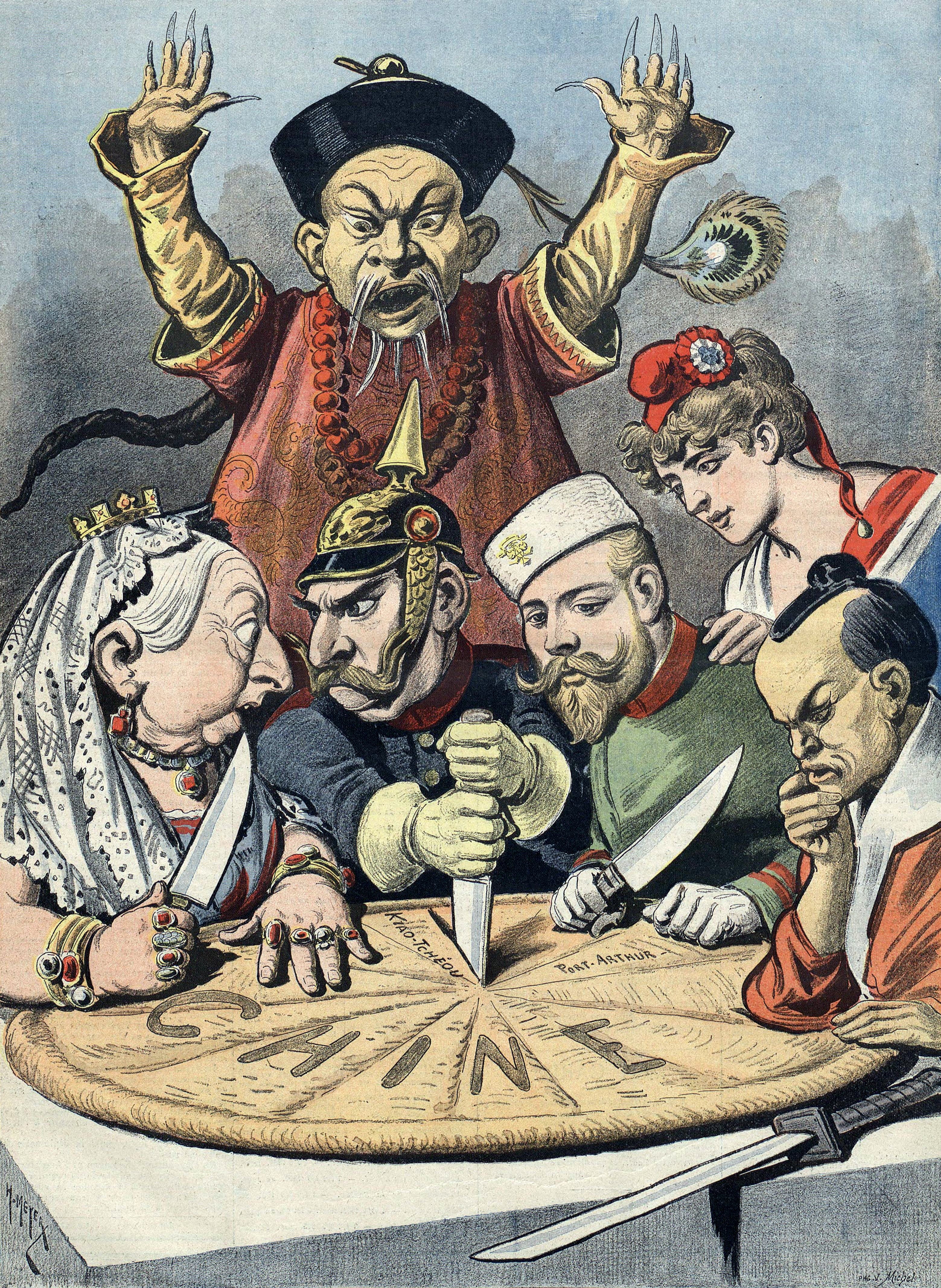
Раздел Китая европейскими державами и Японией. Французская карикатура 1890-х годов

Крайне болезненную реакцию населения вызвало иностранное проникновение в северные районы — в провинции Чжили, Шаньдун и в Маньчжурию, где изменения в экономике и социальном положении были слишком серьёзными. Из-за строительства железных дорог, введения почтово-телеграфной связи, роста импорта фабричных товаров потеряли работу многочисленные труженики традиционных видов транспорта и связи: лодочники, возчики, носильщики, погонщики, охранники и смотрители посыльных служб. Кроме того, строительство КВЖД и ЮМЖД грозило оставить без заработка многие тысячи людей, занятых извозным промыслом. Трассы прокладываемых дорог уничтожали поля, разрушали дома и кладбища. Проникновение европейских (в том числе и русских), японских и американских товаров на внутренний рынок Китая ускорило разрушение ручной промышленности.
Все эти факторы вызвали социальный взрыв в начале 1890-х годов на севере Китая, который был ускорен катастрофическим ухудшением жизни крестьянства северных провинций в результате стихийных бедствий (на протяжении ряда лет здесь повторялись засухи, которые наряду с эпидемиями холеры истолковывались как последствия появления «заморских дьяволов» или «белых чертей»).
Правительство империи во главе с императрицей Цыси отказалось от проведения либеральных реформ, что и послужило ещё одной предпосылкой для народного восстания против «европеизации» Китая.

## Ихэтуани
В таких условиях в 1898 году на севере Китая начали активно действовать множество стихийно сформировавшихся отрядов с различными названиями: Ихэцюань («Кулак во имя справедливости и согласия»), Ихэтуань («Отряды справедливости и мира»), Иминьхуэй («Союз справедливых»), Дадаохуэй («Союз больших мечей») и др. Когда борьба против иностранцев достигла наибольшего накала и перекинулась из Шаньдуна и Чжили на северо-восточные провинции, наиболее распространёнными названиями отрядов повстанцев становятся Ихэцюань и Ихэтуань, которые, по сути дела, отождествлялись. Членов общества называли туань («отряды») и цюань («кулаки»). Сами же ихэтуани считали себя «священными воинами», «справедливыми людьми» и «священными отрядами».
Повстанческие отряды появились почти одновременно и у них были общие объединяющие их признаки — это прежде всего неприязнь к иностранцам, главным образом к миссионерам, а также к китайцам-христианам. Большинство повстанцев соблюдали религиозно-мистические ритуалы, заимствованные от традиционных подпольных сект. Многие участники организаций регулярно занимались физическими упражнениями (цюань), напоминавшими кулачный бой, за что впоследствии и были прозваны европейцами боксёрами.

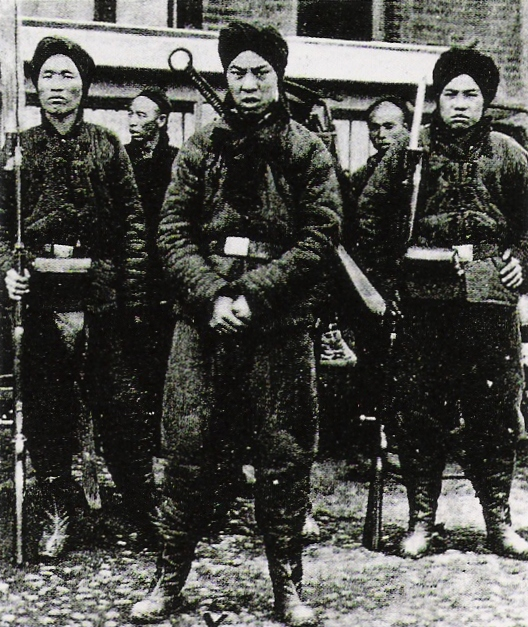
Ихэтуани

В стане восставших были бедные крестьяне, разорившиеся ремесленники, потерявшие работу транспортные рабочие и демобилизованные солдаты, а также, что особенно поражало иностранцев, — женщины и подростки. Не все жители Китая поддерживали ихэтуаней, так как те иногда совершали нападения на селения, занимаясь грабежами. Позже императрица Цыси назвала их «лжеихэтуанями», поручив правительству расследовать их деятельность и наказать.
Некоторые ихэтуани считали себя неуязвимыми для пуль и снарядов, что даже было закреплено в уставе. По их мнению, ихэтуань, нарушивший волю командования или богов, терял такие способности, а духи отворачивались от него. Любой ихэтуань должен был придерживаться десяти правил, прописанных в уставе, написанном при поддержке официального правительства империи. Согласно ему, каждый ихэтуань должен был:
1. подчиняться верховному командованию;
2. помогать своим товарищам;
3. придерживаться буддизма;
4. не совершать преступлений;
5. всегда принимать участие в бою;
6. не нападать на других ихэтуаней;
7. не мародёрствовать;
8. всё захваченное имущество сдавать местным властям для пополнения казны;
9. убивать христиан-иностранцев;
10. христианину-китайцу предоставить выбор: отречься от веры или умереть.

За соблюдением устава была установлена строгая слежка, любое неподчинение командованию наказывалось. Однако, несмотря на все меры командования, некоторые ихэтуани нарушали устав.

## Начало восстания
К концу 1890-х годов в стране образовалось множество тайных сообществ. К ноябрю 1897 года начались столкновения повстанцев в нескольких деревнях на севере Цинской империи с китайскими и иностранными войсками, достигшие пика во время Юйского инцидента, когда были убиты два немецких католических миссионера, Рихард Хенле и Франц Ксавер Нис в провинции Шаньдун в ночь с 1 на 2 ноября 1897 года. Со временем восстали жители соседних уездов. Ситуация усугублялась произволом германских солдат, которые опустошали целые провинции, что раздражало местных жителей. К началу лета 1898 года столкновения становились всё масштабнее, появились первые жертвы среди мирного населения. Урегулирование конфликтов между иностранными войсками и местными жителями возлагалось на местных чиновников, которые в свою очередь ничего не могли предпринять. В сентябре ситуация на севере страны полностью вышла из-под контроля.
В октябре 1898 года группа боксеров напала на христианскую общину деревни Лиюаньтунь, где храм Нефритового императора был превращен в католическую церковь. Споры вокруг церкви возникли с 1869 года, когда храм был передан христианским жителям деревни. Во время этого инцидента боксеры впервые использовали лозунг «Поддержите Цин, уничтожьте иностранцев» («扶清滅洋 фу Цин ми ян»), который позже характеризовал их. Именно это событие считается началом Ихэтуаньского восстания, хотя де-факто оно началось ещё в 1897 году.
Восстание совпало с проведением «ста дней реформ» императора Гуансюя. Эти реформы вызвали недовольство в правящих кругах страны, и вскоре тот был фактически отстранён от власти и помещён под домашний арест. Власть снова оказалась в руках императрицы Цыси. Она разделила мнение бунтовщиков: «пусть каждый из нас приложит все усилия, чтобы защитить свой дом и могилы предков от грязных рук чужеземцев. Донесём эти слова до всех и каждого в наших владениях». В отличие от неё, отстранённый от управления империей Гуансюй плохо отнёсся к повстанцам, так как те действовали не только против иностранцев, но и против его буржуазных реформ. Император считал крестьянство своей опорой, но радикальное движение ихэтуаней не могли стать союзниками в проведении реформ.
На севере страны китайские войска, направленные туда для подавления выступлений, потерпели череду поражений, и армия отступала к Пекину. В сложившейся ситуации между правительством Цинской империи и повстанцами было заключено перемирие. Ихэтуани отказались от антиправительственных лозунгов, сосредоточив силы на изгнании иностранцев из государства. К тому моменту центр восстания переместился в провинцию Чжили, а количество восставших достигло 100 000 человек.
Это обеспокоило работников дипломатических и миссионерских миссий в Пекине. Зимой 1899—1900 годов в Китай начали прибывать части российских войск, вслед за чем начались учения и манёвры. В начале весны наблюдалось относительное затишье. Чёткого плана действий ихэтуани не имели, но они хотели очистить от иностранцев Пекин. Поэтому, взяв под контроль всю провинцию Чжили, повстанцы начали проводить агитацию в соседних провинциях и обучать армию для похода на столицу.

## Интервенция коалиционных сил

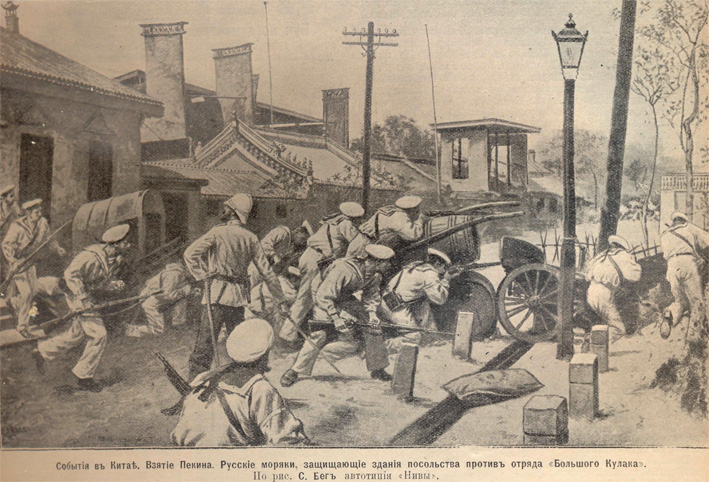
Русские войска ведут бои в Пекине

В мае 1900 года ситуация обострилась. Ихэтуани сожгли храм и школу русской православной миссии на севере Китая, отец Сергий спасся и бежал в Россию. В городах Ляоян, Инкоу, Гирин и Куанчэнцзы прошли массовые манифестации китайцев, а в Мукдене произошла череда убийств и нападений на иностранцев и китайцев-христиан. Российская империя в связи с антихристианскими погромами направляла в Китай всё больше войск. 12 мая из Порт-Артура и Владивостока на север Цинской империи прибыло подкрепление. На третий день столкновений начались поджоги зданий европейских миссий и христианских храмов, которых всего сгорело восемь. 14 мая было сожжено здание Русской православной миссии в Бэйгуане. В первые несколько месяцев восстания российскими войсками на Тихом океане и в Квантунской области командовал вице-адмирал Алексеев. До прибытия подкреплений из России он один руководил подавлением бунтов на севере страны.
16 мая в Дагу прибыла объединённая эскадра, состоящая из кораблей европейских государств. Её возглавил британский вице-адмирал Сеймур.
26 мая ихэтуани, завершив подготовку, двинулись на Пекин. Через два дня, 28 мая, императрица Цыси в своём послании к повстанцам выразила им поддержку. Все иностранцы к тому времени перебрались в Посольский квартал.

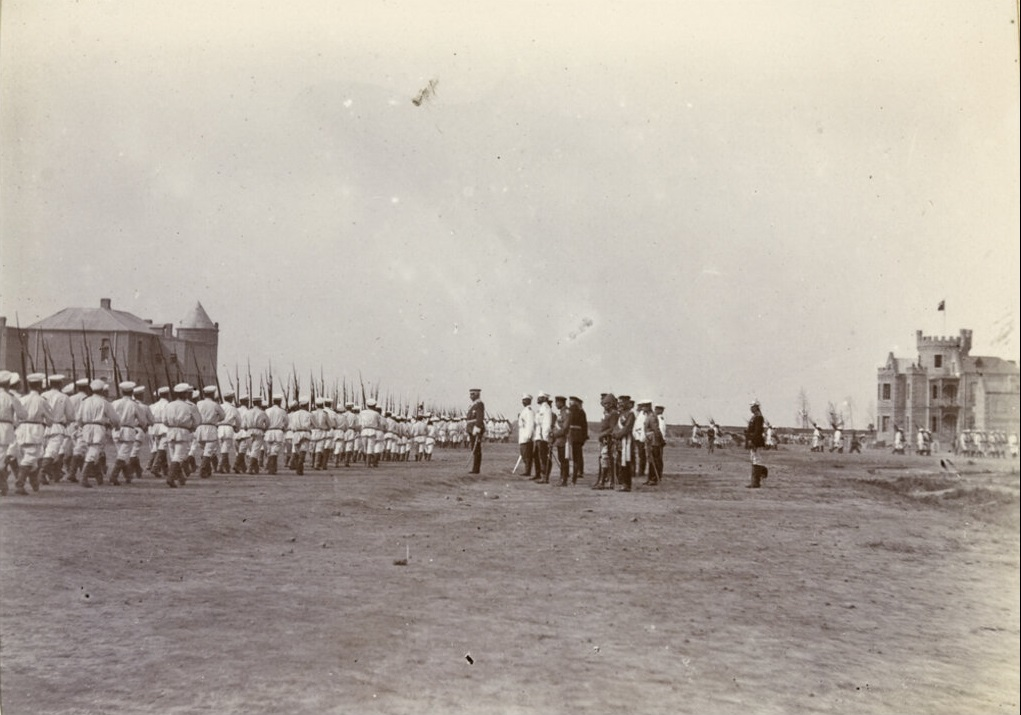
Русские войска в Тяньцзине

9 июня по тревожной депеше британского посланника, после совещания с союзными командирами, Сеймур выступил из Дагу в Пекин с небольшим международным десантом, в том числе и сотней российских матросов при офицере. С присоединившимися в пути у Сеймура собралось 2 004 матроса и 106 офицеров, в том числе российских — 312 нижних чинов и 7 офицеров. Отряд, двигаясь по железной дороге, должен был часто останавливаться для исправления пути и стычек с ихэтуанями. В конце концов, он застрял, не дойдя до Пекина, посреди восставших масс.
10 июня для прочного занятия Тяньцзиня адмиралом Алексеевым было выслано 2 батальона 12-го Восточно-Сибирского стрелкового полка, 4 орудий, сотня казаков и взвод сапёров, всего 1 889 человек. 15 июня этот отряд присоединился к международному гарнизону Тяньцзина и встал на бивак в его европейской части. Целью для отряда было поставлено пробиться к Пекину; но порча железной дороги и враждебное движение в самом Тяньцзине заставило командира отряда полковника Анисимова отказаться от наступления.
Ихэтуани опередили интервентов, и уже 11 июня вошли в Пекин, учинив убийства иностранцев. К ним присоединились китайские войска, которыми был убит советник японского посольства Сугияма. Наступление ихэтуаней на столицу Китая и убийства христиан широко освещались западной прессой и вызвали общественное всеобщее возмущение на Западе.

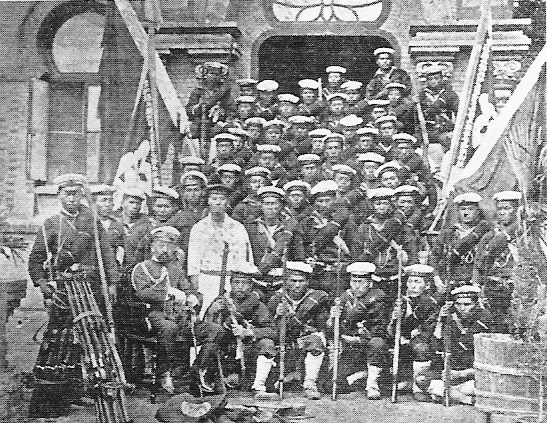
Японские моряки в Китае

На это тут же отреагировали все государства, имевшие сферы влияния в империи Цин. К берегам Китая отправились Императорский флот Японии под командованием Хэйхатиро Того, российский Тихоокеанский флот, Королевский военно-морской флот Великобритании, ВМС США, ВМФ Франции, несколько военных кораблей Австро-Венгрии и Италии.
15 июня началась осада европейских концессий в Тяньцзине.
16 июня в порту города Дагу, где базировался союзнический флот, состоялось совещание командующих стран-членов коалиции. Было принято решение предъявить китайскому правительству ультиматум о сдаче всех приморских городов и укреплений. В тот же день в Инкоу высадились российские войска. 17 июня произошёл штурм фортов Дагу союзными войсками после того, как береговая артиллерия китайцев открыла огонь по кораблям союзников. Теперь действия коалиции были гораздо решительнее.

## Вмешательство в конфликт императрицы и интервенция европейских держав

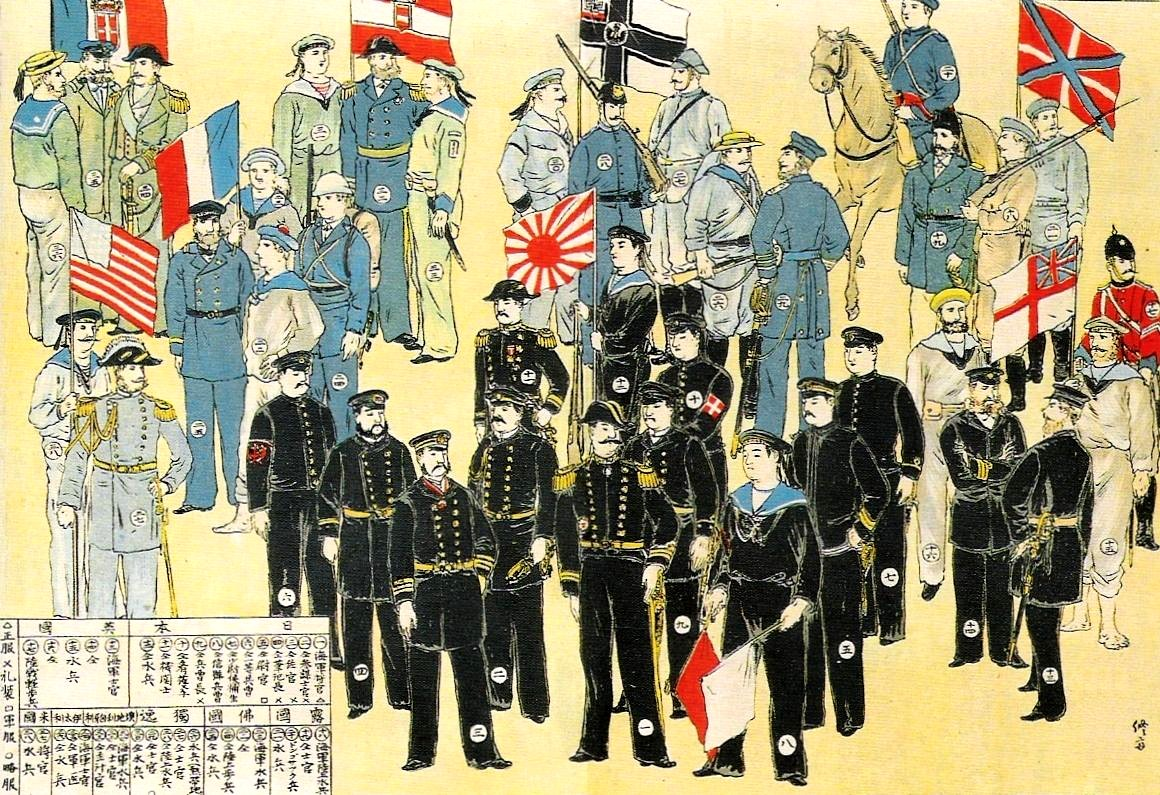
Вооружённые силы альянса восьми держав слева направо: Королевство Италия, США, Франция, Австро-Венгрия, Япония, Германия, Великобритания, Россия. Японская иллюстрация 1900 года

19 июня ихэтуани атаковали строящуюся КВЖД.
20 июня 1900 года ихэтуани начали осаду Посольского квартала в Пекине. Артиллерия повстанцев открыла огонь по дипломатическим посольствам европейских государств, где находилось около 900 гражданских лиц и 525 солдат. В ходе обстрела погиб германский посол Клеменс фон Кеттелер.
21 июня 1900 года империя Цин официально объявила войну союзным государствам. Была издана «Декларация о войне»: «Иностранцы ведут себя агрессивно по отношению к нам, нарушают нашу территориальную целостность, топчут наш народ и забирают силой нашу собственность… К тому же они угнетают наш народ или богохульствуют над нашими богами. Простой народ терпит небывалые притеснения, и каждый из них весьма мстителен. Поэтому отважные последователи-ихэтуани сжигают церкви и убивают христиан». Дело в том, что императрица Цыси больше опасалась ихэтуаней, чем иностранных интервентов, поэтому и пошла первой на уступки, поддержав их на официальном уровне. Несмотря на это, не все китайские солдаты решились воевать вместе с ихэтуанями. Иногда во время атаки, когда повстанцы опережали цинские войска, те преднамеренно стреляли им в спину.
После того, как ихэтуани были поддержаны властями Китая на официальном уровне, 22 июня в Приамурском военном округе Российской империи была объявлена мобилизация 12 000 солдат. Позже к ним присоединилось Уссурийское казачье войско под командованием генерал-губернатора Чичагова. В 1901 году он также взял под своё командование отряды российских железнодорожников и охранников КВЖД.
В Пекине продолжались столкновения и разбои. В ночь с 23 на 24 июня по всему городу началась резня христиан, получившая название «Варфоломеевской ночи в Пекине».
26 июня отряд Сеймура потерпел поражение при Тан-Те, после чего отступил, погрузившись на корабли.
28 июня китайское правительство объявило мобилизацию в Маньчжурии. 30 июня войска союзных государств подошли к Тяньцзиню и начали осаду города. 9 июля в Тайюане в присутствии местного губернатора Ю Шина были обезглавлены 45 английских миссионеров, католиков и протестантов. Среди погибших были женщины и дети. 10 июля началась осада ихэтуанями Харбина, оборонявшегося российскими войсками.

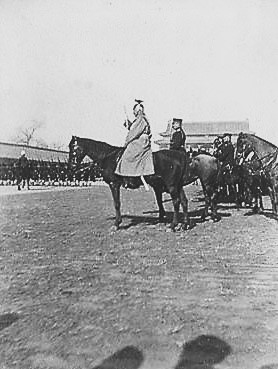
Альфред фон Вальдерзее в Китае

После упорных боёв в районе Балитай, в которых погиб командующий обороной цинских войск Не Шичэн, 14 июля коалиционные силы заняли Тяньцзинь, и в тот же день начались обстрелы Благовещенска китайской артиллерией. В ответ на это произошла массовая расправа над китайцами, жившими в Благовещенске. Российские войска пересекли границу, подавили огневые точки противника и взяли крепость Хуньчунь. В Благовещенске и Владивостоке по инициативе местных властей началось формирование отрядов добровольцев для защиты границы от «разбойничьих и мятежных шаек». 23 июля российские моряки отбили атаку на европейский квартал Инкоу и установили контроль над городом.
27 июля кайзер Вильгельм II принял решение об отправке германских войск в Китай. Перед экспедиционными войсками он произнёс торжественную речь: «Как некогда гунны под водительством Аттилы стяжали себе незабываемую в истории репутацию, так же пусть и Китаю станет известна Германия, чтобы ни один китаец впредь не смел косо взглянуть на немца». Командование германскими войсками в Китае возлагалось на бывшего начальника генштаба Альфреда фон Вальдерзее. Позже он возглавил все коалиционные силы в империи Цин.

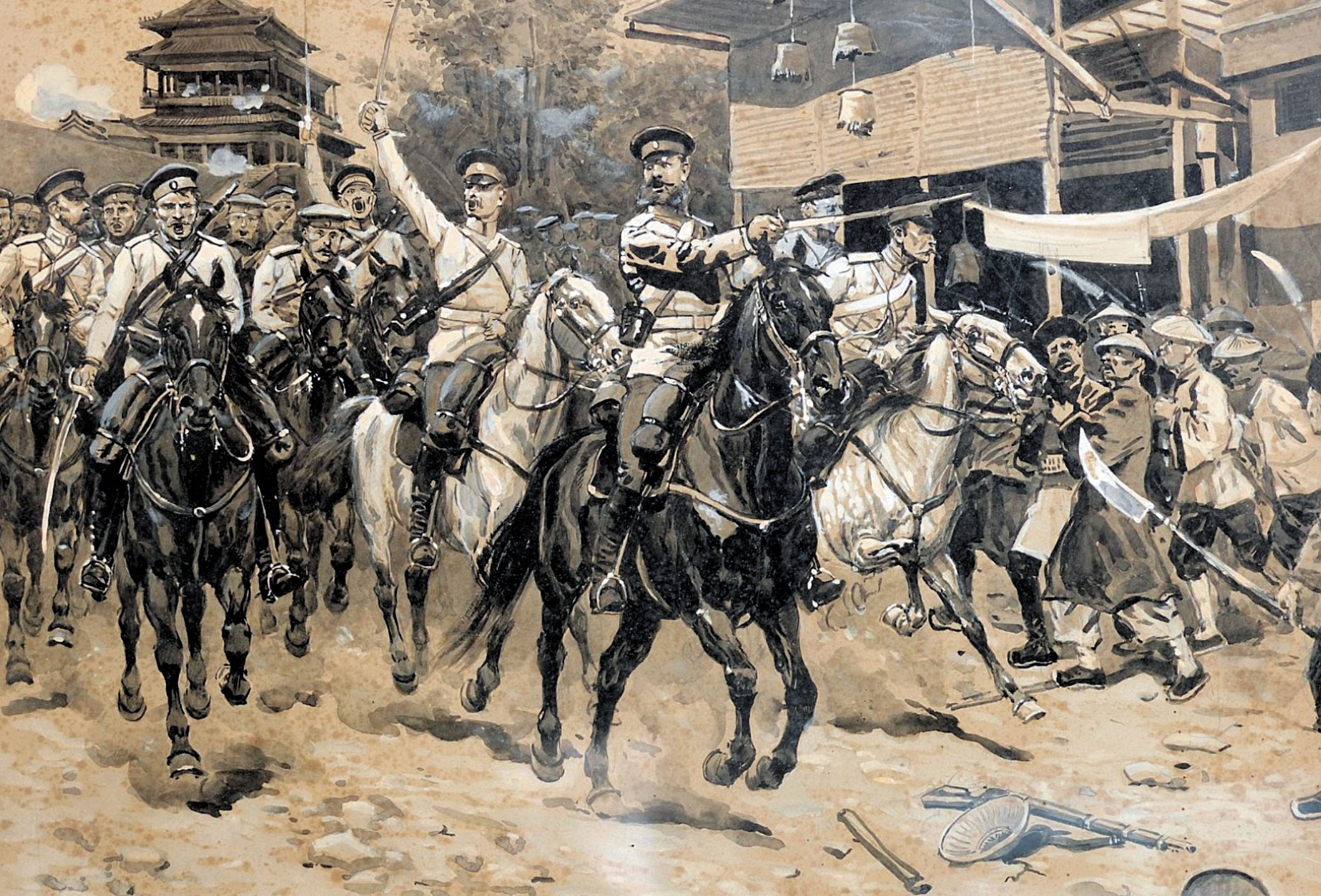
Русская кавалерия атакует отряд ихэтуаней.

28 июля китайские войска вновь подвергли Благовещенск обстрелу, а вскоре ихэтуанями был атакован Хайлар. 2 августа российские войска предприняли контрнаступление и вновь пересекли российско-китайскую границу, деблокировав Харбин. 3 августа началось общее наступление всех коалиционных сил, российским войскам удалось подавить китайские батареи, обстреливавшие Благовещенск. В тот же день войска Великобритании и США, возглавляемые адмиралом Сеймуром, а также российские части с французским отрядом во главе с генералом Линевичем направились к Пекину. Линевичу было поручено возглавить войска альянса при штурме Пекина, а также обеспечить безопасность членам дипломатических миссий. 6 августа, после разгрома ихэтуаней у Цзян-Чжуна, дорога на столицу Китая была открыта. 8 августа ихэтуани попытались полностью взять под контроль портовый город Инкоу, однако их атака была отражена гарнизоном российских солдат и двумя канонерскими лодками.

## Битва за Пекин

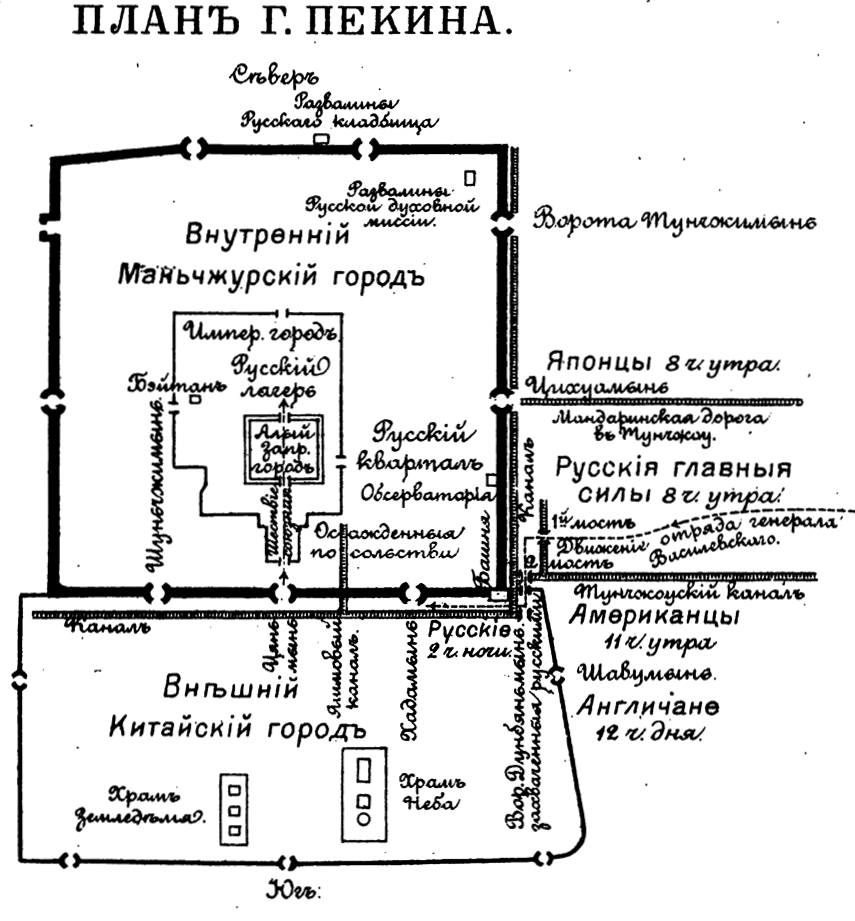
План осады Пекина

Наступление союзных войск на Пекин началось 2 августа 1900 года. После боёв при Бэйцане и Янцуне 11 августа союзные войска достигли Тунчжоу, где остановились, готовясь к решающему штурму китайской столицы. Правительство Китая ввело в Пекине военное положение. Остатки войск Сун Цина и Ма Юйкуня были объединены с войсками Дун Фусяна. Издавались указы, предписывавшие «вдохновить солдат и офицеров на смелые подвиги» и немедленно прекратить отступление. В то же время китайское руководство предлагало начать переговоры о прекращении военных действий. Однако китайское правительство не сумело ни начать переговоры, ни организовать оборону.
13 августа коалиционные войска подошли к Пекину и попытались взять его с ходу. Российские войска подошли к столице Китая первыми и открыли артиллерийский огонь по главным воротам города, разрушив их. Узнав о начале штурма города российскими войсками, японская армия тоже попыталась прорваться в город. К этому моменту, 14 августа, российские части уже вели уличные бои, а к городу подошли американцы. Они решили прорваться прямо сквозь стену, разрушив её, и попросили российских артиллеристов открыть огонь по северо-западной части стены. Вслед за ними к Пекину подтянулись войска остальных стран, колониальные части британцев из Индии вошли в столицу последними. Императрица Цыси накануне штурма покинула императорский дворец и бежала из Пекина вместе с регентом в Сиань. За императрицей Пекин без боя покинули все части китайской армии. Остался небольшой отряд для защиты императорского дворца.

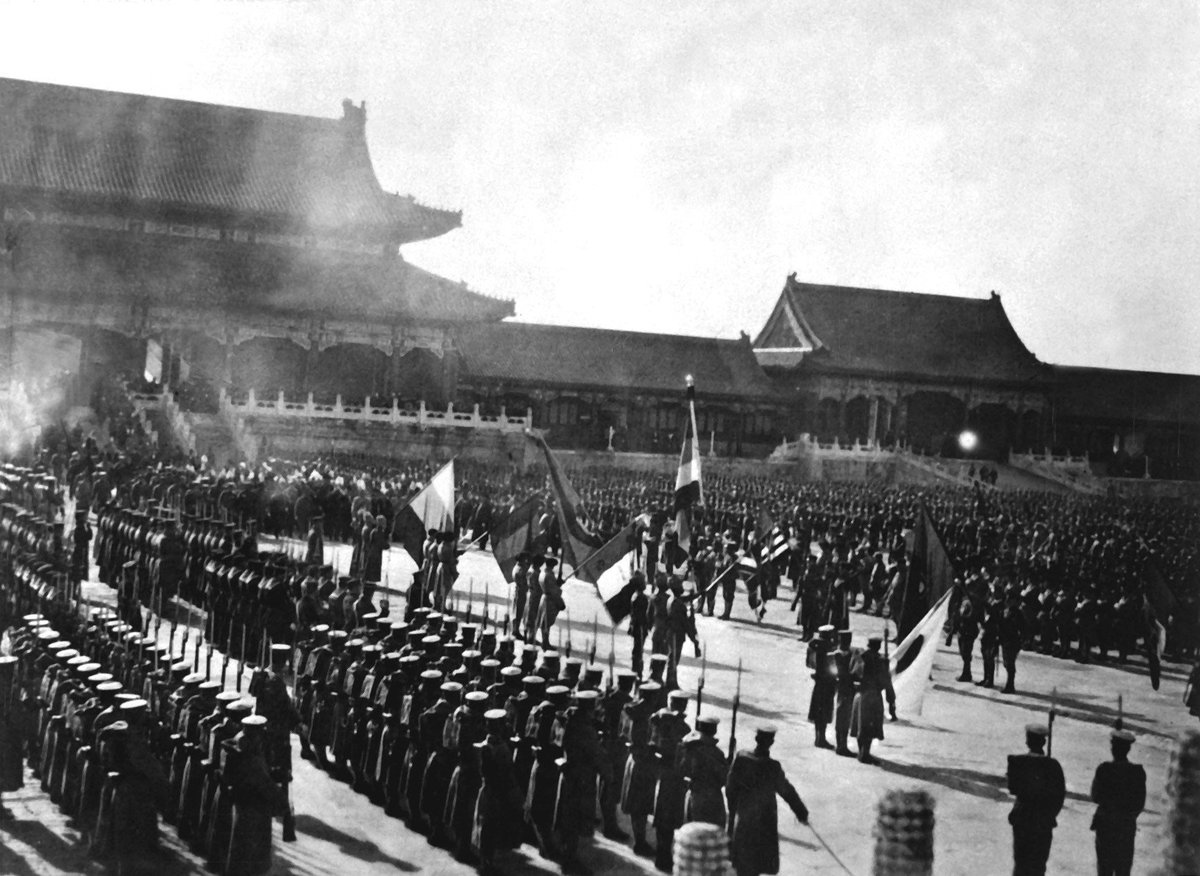
Коалиционные войска в Пекине

15 августа американцы начали штурм Императорского города. Хотя его ворота удалось уничтожить, но из-за оказанного ихэтуанями и китайскими войсками сопротивления союзные войска в город не вошли. В тот же день российские войска выбили ихэтуаней с перевала Малый Хинган в Маньчжурии. 16 августа значительная часть Пекина была взята под контроль коалиционными силами, однако ихэтуани совершили наступление в Маньчжурии, вновь приблизившись к Благовещенску. 25 августа МИД Российской империи заявил, что российские войска покинут Пекин и Маньчжурию, как только там будет наведён порядок. 28 августа коалиционные войска взяли штурмом императорский дворец. Теперь город полностью контролировался союзниками.

## Поражение ихэтуаней

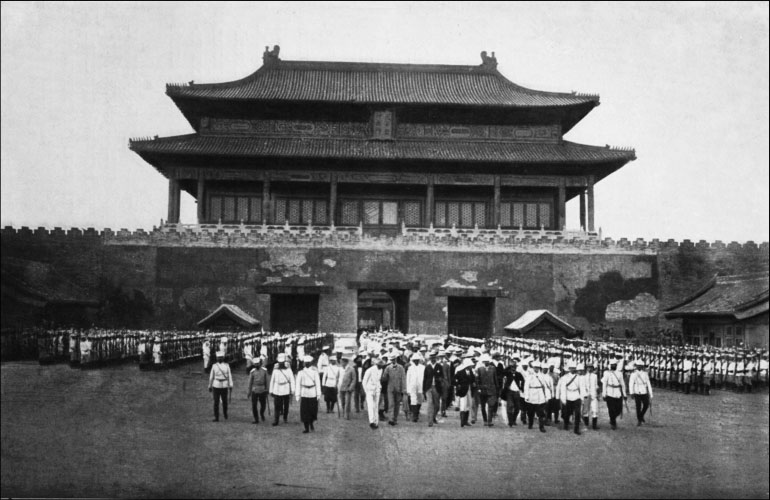
Русские войска в Пекине

Тем временем бои на севере Маньчжурии продолжались. Российские войска вновь предприняли наступление, заняв правый берег Амура и полностью очистив его не только от повстанцев, но и от всего китайского населения. 4 сентября 1900 года Российская империя начала оккупацию региона. 7 сентября императрица Цыси, убедившись, что ихэтуани не в состоянии победить коалиционные войска, перешла на сторону союзных держав. Она издала указ, призывавший начать расправы с ихэтуанями по всей стране. 12 сентября в Тяньцзинь прибыл германский экспедиционный корпус, а в Шаньхайгуане высадились российские войска, которые с ходу взяли город. 30 сентября русские заняли Мукден.
Среди стран, входивших в коалицию, ещё до окончательного подавления восстания появились разногласия о будущем Китая. Так, 16 октября Великобритания и Германия подписали договор о предотвращении иностранной экспансии в Китай. Европейские государства и Япония, как только императрица Цыси перешла на их сторону, начали предъявлять китайскому правительству ультиматумы, не согласуя их с другими державами коалиции. Под конец восстания интервенты начали оспаривать ультиматумы друг друга.

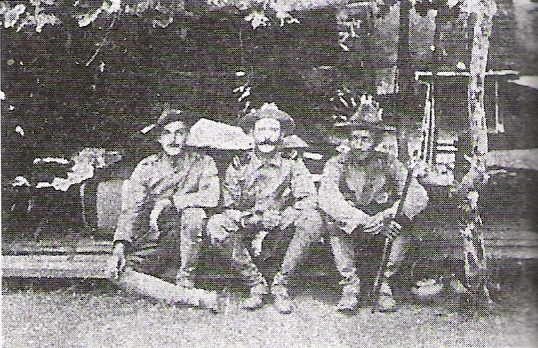
Американские солдаты после Ихэтуаньского восстания

В октябре войска Российской империи полностью оккупировали Маньчжурию. С Цинским наместником в этом регионе был подписан договор о восстановлении гражданского правления и выводе всех китайских войск из Маньчжурии. Началось восстановление разрушенной КВЖД. 26 декабря императрица Цыси пошла на уступки странам коалиции и начала вести переговоры о мирном урегулировании конфликта.

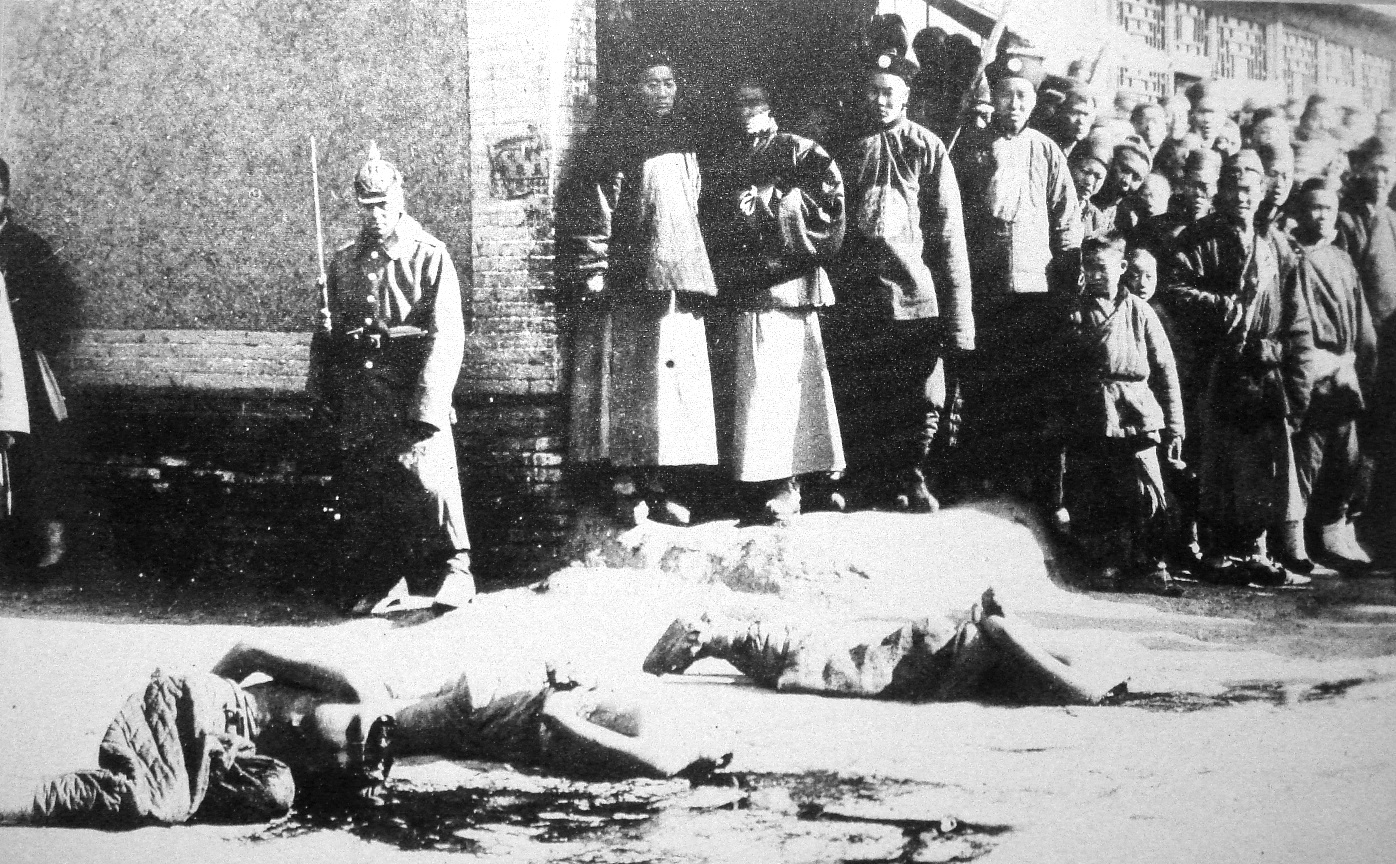
Казнь ихэтуаней

Во время ведения военных действий появились так называемые лжеихэтуани. Императрица Цыси считала таковыми тех, кто провоцировал столкновения повстанцев с китайскими войсками, грабил и сжигал дома. Одновременно оккупационные войска коалиции и европейцы, находившиеся в Китае, мародёрствовали в китайских поселениях. Были случаи беспричинных убийств союзниками гражданского населения.
1 января 1901 года уцелевшие после подавления восстания ихэтуани проникли в Маньчжурию и объединились в «Армию честности и справедливости». Всего армия насчитывала 200 000 человек, её возглавил Ван Хэда. Вторым человеком после Ван Хэда был Дун И. В мае того же года, после череды небольших столкновений, все ихэтуани в окрестностях Пекина были ликвидированы. Сопротивление в Маньчжурии продолжалось до января, партизанские бои шли в основном в провинциях Ляонин и Хэйлунцзян. В декабре 1901 года российской армии удалось полностью ликвидировать остатки «Армии честности и справедливости», что принято считать окончанием восстания. Сопротивление продолжалось в отдельных провинциях, где последние ихэтуани были ликвидированы только к концу 1902 года.

## Результаты

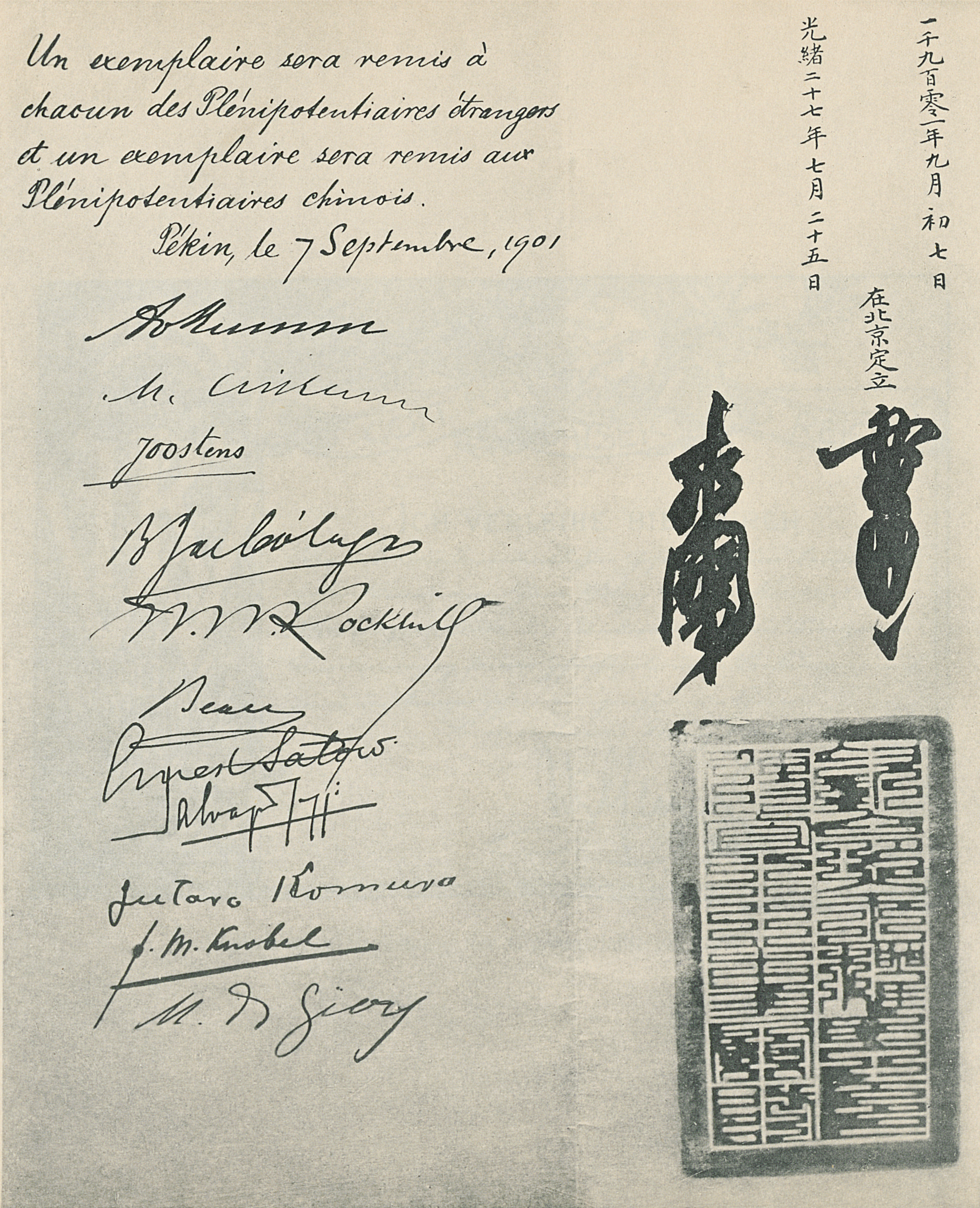
Страница Заключительного протокола с подписями

В результате Ихэтуаньского восстания и последующих событий китайский народ и вся Цинская империя оказались в худшем положении, чем до этого. Во время восстания в странах коалиции шли дискуссии о «наказании» китайцев за покушение на жизнь европейцев и дипломатов стран Западной Европы, во многом ставшие ответом на соответствующее заявление правительства Германии. В британской прессе высказывались идеи о «наказании» Китая путём установления прямого протектората над ним, через его раздел или установления марионеточного правительства, однако большинство полагало, что заявление правительства Германии должно быть осуждено, а раздел или установление оккупационной администрации или марионеточного правительства лишь вызовет дополнительные проблемы. В итоге правительства стран коалиции навязали Китаю очередной неравноправный договор, названный «Заключительным протоколом» или «Боксёрским протоколом». Протокол был подписан ещё до окончания военных действий 7 сентября 1901 года. С одной стороны договор заключило Цинское правительство, с другой — США, Япония, Германия, Австро-Венгрия, Россия, Великобритания, Франция, Италия, Испания, Бельгия и Нидерланды.
Согласно Заключительному протоколу, Китай брал на себя следующие обязательства:
1. Послать в Германию специального посла с извинениями за убийство сотрудника германской дипломатической миссии фон Кеттелера. Также китайские власти должны были поставить фон Кеттелеру памятник;
2. Послать в Японию специального посла с такими же извинениями, но за убийство члена японской дипломатической миссии Сугиямы;
3. Казнить всех лидеров повстанцев;
4. Восстановить старые и поставить новые памятники на всех христианских кладбищах империи;
5. В течение двух лет не ввозить в страну оружие и боеприпасы;
6. Уплатить контрибуцию в 450 000 000 лянов серебра (из расчёта 1 лян — 1 житель Китая). 1 лян весил 37,3 г (то есть итого 16 785 т серебра) и по обменному курсу равнялся примерно 2 рублям серебром. Россия получила 30 % репараций (около 270 млн рублей), Германия — 20 %, Франция — 15,75 %, Великобритания — 11,25 %, Япония — 7 %, США — 7 %, оставшаяся сумма была разделена между остальными государствами-членами коалиции. Выплаты должны были быть произведены до 1939 года, при этом они увеличивались на 4 % каждый год, и к началу Второй мировой войны составили 982 238 150 лянов. США получили больше, чем изначально требовали, и под давлением Лян Чэна вложили разницу в фонд помощи китайским студентам[20][23]. Советская Россия в качестве жеста доброй воли отказалась от получения остатка контрибуции в ноте от 25 июля 1919 года (после победы над Колчаком)[24];
7. Допустить постоянную военную охрану в Посольский квартал и во все важнейшие учреждения страны. Также в Китае постоянно находились иностранные войска;
8. Срыть форты в Дагу;
9. Странам-победительницам предоставлялось право возвести 12 опорных точек на пути от Пекина к морю;
10. Запрещались все общественные организации религиозного толка и направленные против иностранцев;
11. Китайским властям запрещался сбор налогов.

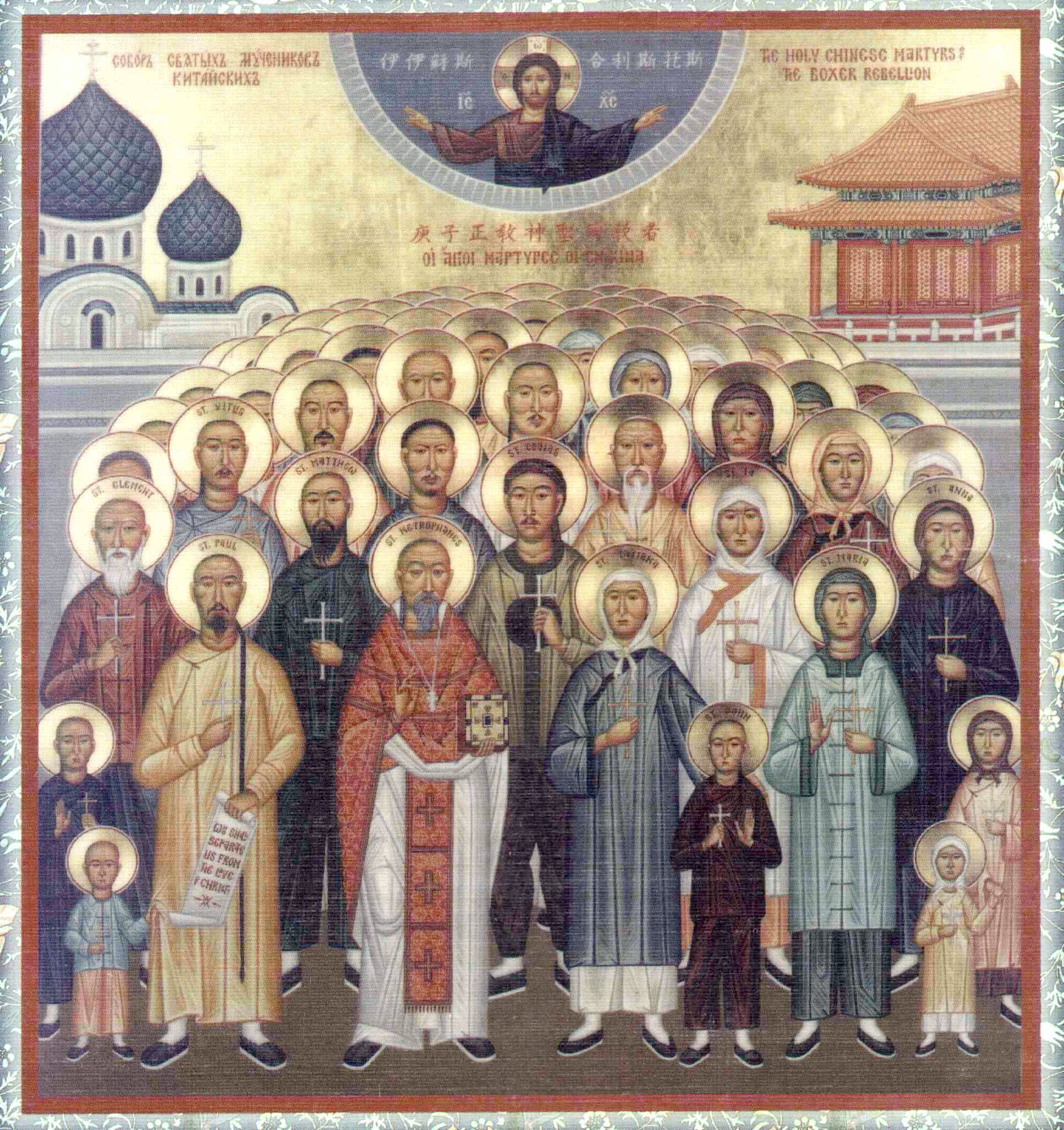
Китайские новомученики, канонизированные РПЦ

В 1902 году Россия и Китай подписали договор, по которому российские войска должны были покинуть Маньчжурию, а Цинская империя обязывалась соблюдать определённые условия в регионе, выдвинутые российской стороной. Согласно русско-китайской конвенции от 1898 года Российская империя взяла в аренду на 25 лет Порт-Артур вместе с прилегающим Ляодунским полуостровом и получила право пользования КВЖД, проходящей по маньчжурской территории.
Вслед за восстанием последовала реакция китайского правительства, которое с 1901 по 1908 год провело новую череду реформ, сходную со «ста днями реформ». Серьёзным изменениям подверглись военная сфера, сферы образования и управления империей. В долгосрочной перспективе новый раздел Китая на «сферы влияния» послужил причиной нового витка соперничества в Азии. В рамках этого соперничества произошла Русско-японская война (1904—1905), а позже — экспансия Японской империи в Маньчжурии, Корее и на севере Китая, приведшая к многочисленным конфликтам в Китае, Монголии и на советской границе. В результате в Маньчжурии возникло марионеточное государство Маньчжоу-Го, ликвидированное только в конце Второй мировой войны.

## Оценки восстания
Деникин в своих мемуарах о российском командовании писал следующее: 

Известна та рознь, которая раздирала военные сферы во время китайской войны (боксёрское восстание). Когда приамурское начальство, ведавшее операциями в Северной Маньчжурии, враждовало с квантунским, которому подчинены были отряды в Южной; когда на юге шло острое соревнование между генералами Волковым и Церпицким, а на севере генералы Ренненкампф, Орлов и другие со своими отрядами летали по краю за славой, избегая подчинения друг другу и приамурскому начальству…— 

## Восстание в культуре и искусстве
Ихэтуаньское восстание, его ход и жестокости обеих сторон описаны по воспоминаниям участников в романе Михаила Шишкина «Письмовник» (2010).
Осада Пекина и Осада Посольского квартала в Пекине во время ихэтуаньского восстания отражены в исторической ленте «55 дней в Пекине» (1963).
В серии фильмов «Однажды в Китае» события происходят во время восстания Ихэтуаней.
Участие в подавлении Боксёрского восстания является вторым «геройским поступком» Комстока — главного антагониста компьютерной игры Bioshock Infinite (2013).